# Xu Huiqin
Xu Huiqin (chinesisch 徐惠琴, * 4. September 1993 in Jiaxing) ist eine chinesische Leichtathletin, die sich auf den Stabhochsprung spezialisiert hat.

## Sportliche Laufbahn
Erste internationale Erfahrungen sammelte Xu Huiqin bei den Jugendasienspielen 2009 in Singapur, bei denen sie mit 3,75 m die Goldmedaille gewann. Im Jahr darauf siegte sie bei den Juniorenasienmeisterschaften in Hanoi mit übersprungenen 3,90 m und wurde bei den erstmals ausgetragenen Olympischen Jugendspielen in Singapur mit 4,10 m Vierte. Auch bei den Hallenasienmeisterschaften 2012 in Hangzhou belegte sie mit 4,15 m Rang vier und siegte bei den Juniorenasienmeisterschaften in Colombo mit 4,25 m erneut. Damit qualifizierte sie sich für die Juniorenweltmeisterschaften in Barcelona und gelangte mit einem Sprung über 4,05 m auf Rang acht. 2014 gewann sie bei den Hallenasienmeisterschaften in Hangzhou mit 4,15 m die Silbermedaille hinter der Japanerin Tomomi Abiko. Im September erfolgte die erste Teilnahme an den Asienspielen in Incheon, bei denen sie mit einer Höhe von 4,05 m Rang vier.
2015 gewann sie bei den Asienmeisterschaften in Wuhan mit 4,30 m ebenfalls Silber hinter ihrer Landsfrau Li Ling, wie auch bei den Asienmeisterschaften 2019 in Doha mit übersprungenen 4,36 m. Sie qualifizierte sich zudem für die Weltmeisterschaften ebendort im Oktober, bei denen sie mit 4,50 m in der Qualifikation ausschied. 2021 startete sie bei den Olympischen Sommerspielen in Tokio und belegte dort mit 4,50 m im Finale den geteilten achten Platz. Im Jahr darauf wurde sie dann bei den Hallenweltmeisterschaften in Belgrad mit 4,45 m Siebte. Im Juli gelangte sie bei den Weltmeisterschaften in Eugene mit 4,30 m im Finale auf Rang 13. 2023 siegte sie mit 4,61 m beim Meeting Stanislas Nancy und anschließend schied sie bei den Weltmeisterschaften in Budapest ohne einen gültigen Versuch in der Qualifikationsrunde aus. 2025 gewann sie bei den Asienmeisterschaften in Gumi mit 4,23 m die Silbermedaille hinter ihrer Landsfrau Niu Chunge.
2021 wurde Xu chinesische Meisterin im Stabhochsprung im Freien sowie 2024 in der Halle.